# Кутаев, Руслан Махамдиевич
Русла́н Махамди́евич Кута́ев (род. 20 сентября 1957, Ачхой-Мартан) — чеченский государственный и общественный деятель, занимал различные посты в руководстве Чеченской Республики Ичкерия. Позднее — президент общественной организации «Ассамблея народов Кавказа».

## Биография
Руслан Кутаев родился 20 сентября 1957 года в селе Ачхой-Мартан ЧИАССР. Кандидат философских наук.
В 1993 году Кутаев создал и возглавил Партию национальной независимости Чеченской республики. С сентября 1996 по январь 1997 года занимал пост вице-премьера в правительстве Чеченской республики Ичкерия.
После победы Аслана Масхадова на выборах президента Чеченской Республики Ичкерия был назначен его помощником по особым поручениям. В правительстве Масхадова был назначен на пост вице-премьера по отношениям с Россией и странами СНГ.

## Уголовное преследование
В 2014 году был осуждён после проведения несогласованной с властями научной конференции, посвящённой депортации чеченцев и ингушей. Находился под стражей с 20 февраля 2014 года по 20 декабря 2017 года.
С 2012 года власти ЧР отменили все официальные мероприятия, которые раньше проводились в республике каждый год 23 февраля, в день депортации. В этот день было предписано отмечать День Защитника Отечества. День памяти и скорби был перенесён на 10 мая. Тем не менее, 18 февраля 2014 года Кутаев организовал в Национальной библиотеке республики конференцию, посвящённую депортации. Глава Чеченской республики Рамзан Кадыров негативно отреагировал на проведение этой конференции. Уже 19 февраля 2014 года всех участников конференции вызвал к себе руководитель администрации главы и правительства Чеченской республики Магомед Даудов. Собравшихся отчитал Рамзан Кадыров, после чего они были отпущены по домам. Кутаев же отказался приезжать на встречу. Вскоре Кутаеву от жены стало известно, что его разыскивают силовики.
20 февраля 2014 года в дом родственников Кутаева в селе Гехи, где он находился в это время, ворвались вооружённые люди в чёрной форме, которую носят сотрудники МВД РФ по ЧР. Руслана Кутаева схватили и увезли в неизвестном направлении. На следующий день Кутаева доставили в ОМВД России по Урус-Мартановскому району ЧР, где в отношении него было возбуждено уголовное дело по ч. 2 ст. 228 УК РФ (хранение наркотиков). 22 февраля ему было предъявлено обвинение по этой статье.
25 апреля 2014 года Урус-Мартановский городской суд под председательством федерального судьи Александра Дубкова приступил к рассмотрению уголовного дела против Руслана Кутаева. Кутаев на первом же заседании заявил о своей невиновности, и сообщил, что его пытали. 7 июля 2014 года суд признал Кутаева виновным и приговорил к 4 годам лишения свободы в колонии общего режима с 1 годом ограничения свободы.
31 октября 2014 года Верховный суд Чеченской Республики постановил снизить срок лишения свободы на 2 месяца.

### Поддержка международных организаций
После ареста Кутаева, международные организации Amnesty International, Human Rights Watch, Memorial признали его политическим заключённым и потребовали его немедленного освобождения.

### Освобождение
Освободился из колонии в Чернокозово 20 декабря 2017 года.
После освобождения продолжает деятельность в качестве президента Ассамблеи народов Кавказа. Выступает в СМИ по актуальным вопросам Северного Кавказа.
6 июня 2025 года был внесён Министерством юстиции России в реестр «иностранных агентов».